# Mariquita-de-cabeça-rosa
Mariquita-de-cabeça-rosada ou mariquita-de-cabeça-rosa (Cardellina versicolor) é uma pequena ave passeriforme da família Parulidae. É nativa do México e da Guatemala. Encontra-se em estado vulnerável, de acordo com a União Internacional para a Conservação da Natureza (IUCN).